# Voleibol de praia nos Jogos Olímpicos de Verão de 2016 - Masculino
O torneio masculino de voleibol de praia nos Jogos Olímpicos de Verão de 2016 foi realizado na Arena Copacabana, montada na praia de mesmo nome, entre 6 de agosto e 19 de agosto.
Os brasileiros Alison Cerutti e Bruno Schmidt reconquistaram o ouro para o país ao superarem os italianos Daniele Lupo e Paolo Nicolai na final. A dupla neerlandesa Alexander Brouwer e Robert Meeuwsen levou a melhor na disputa pelo bronze frente aos russos Viacheslav Krasilnikov e Konstantin Semenov.

## Formato
Vinte e quatro duplas participaram da competição, sendo que cada Comitê Olímpico Nacional poderia enviar um máximo de duas duplas. As duplas foram divididas em seis grupos de quatro equipes cada, com as duas primeiras de cada grupo avançando a fase final. As duas melhores duplas terceiro colocadas nos grupos também avançaram, e as quatro restantes disputaram uma fase extra de play-offs (lucky losers) para determinar mais dois classificados, totalizando as 16 duplas nas oitavas de final. A partir dessa etapa a competição foi realizada em eliminatória direta, com as quartas de final, semifinal e finais.

## Medalhistas
| Ouro   | BRA Alison Cerutti e Bruno Schmidt      |
| Prata  | ITA Daniele Lupo e Paolo Nicolai        |
| Bronze | NED Alexander Brouwer e Robert Meeuwsen |

## Cabeças de chave
| Pos. | Dupla                                       | CON                |
| ---- | ------------------------------------------- | ------------------ |
| 1    | Alison Cerutti – Bruno Schmidt              | BRA Brasil         |
| 2    | Phil Dalhausser – Nick Lucena               | USA Estados Unidos |
| 3    | Markus Böckermann – Lars Flüggen            | GER Alemanha       |
| 4    | Jake Gibb – Casey Patterson                 | USA Estados Unidos |
| 5    | Alexander Brouwer – Robert Meeuwsen         | NED Países Baixos  |
| 6    | Grzegorz Fijałek – Mariusz Prudel           | POL Polônia        |
| 7    | Pedro Solberg – Evandro Gonçalves           | BRA Brasil         |
| 8    | Reinder Nummerdor – Christiaan Varenhorst   | NED Países Baixos  |
| 9    | Bartosz Łosiak – Piotr Kantor               | POL Polônia        |
| 10   | Dmitri Barsouk – Nikita Lyamin              | RUS Rússia         |
| 11   | Adrián Gavira – Pablo Herrera               | ESP Espanha        |
| 12   | Daniele Lupo – Paolo Nicolai                | ITA Itália         |
| 13   | Adrian Carambula – Alex Ranghieri           | ITA Itália         |
| 14   | Alexander Huber – Robin Seidl               | AUT Áustria        |
| 15   | Lombardo Ontiveros – Juan Virgen            | MEX México         |
| 16   | Aleksandrs Samoilovs – Jānis Šmēdiņš        | LAT Letônia        |
| 17   | Chaim Schalk – Ben Saxton                   | CAN Canadá         |
| 18   | Nivaldo Díaz – Sergio González              | CUB Cuba           |
| 19   | Josh Binstock – Sam Schachter               | CAN Canadá         |
| 20   | Mohamed Arafet Naceur– Choaib Belhaj Salah  | TUN Tunísia        |
| 21   | Esteban Grimalt – Marco Grimalt             | CHI Chile          |
| 22   | Viacheslav Krasilnikov – Konstantin Semenov | RUS Rússia         |
| 23   | Jefferson Pereira – Cherif Younousse        | QAT Catar          |
| 24   | Clemens Doppler – Alexander Horst           | AUT Áustria        |

## Fase de grupos
Na primeira fase disputaram-se seis grupos de quatro duplas cada. As duas primeiras duplas de cada grupo e as duas melhores terceiras seguiram diretamente às oitavas de final, enquanto as restantes disputaram os play-offs (lucky losers).
Todas as partidas seguem o fuso horário local (UTC−3).
|  | Classificadas para as quartas de final         |
|  | Classificadas para os play-offs (lucky losers) |

### Grupo A
|     |                           |     | Jogos | Jogos | Jogos | Pontos | Pontos | Pontos | Sets | Sets | Sets  |
| Pos | Equipe                    | Pts | T     | V     | D     | V      | P      | R      | V    | P    | R     |
| --- | ------------------------- | --- | ----- | ----- | ----- | ------ | ------ | ------ | ---- | ---- | ----- |
| 1   | ITA Carambula – Ranghieri | 5   | 3     | 2     | 1     | 4      | 3      | 1.333  | 127  | 119  | 1.067 |
| 2   | BRA Alison – Schmidt      | 5   | 3     | 2     | 1     | 5      | 2      | 2.500  | 140  | 128  | 1.094 |
| 3   | AUT Doppler – Horst       | 5   | 3     | 2     | 1     | 4      | 4      | 1.000  | 133  | 145  | 0.917 |
| 4   | CAN Binstock – Schachter  | 3   | 3     | 0     | 3     | 2      | 4      | 0.500  | 137  | 145  | 0.945 |

| 6 de agosto 10:00 Relatório Arquivado | Carambula – Ranghieri ITA | 2–0         | AUT Doppler – Horst | Arena Copacabana, Rio de Janeiro Árbitro(s): BRA Mário Ferro ARG Osvaldo Sumavil |
| 6 de agosto 10:00 Relatório Arquivado | 21                        | Set 1 Set 2 | 14 13               | Arena Copacabana, Rio de Janeiro Árbitro(s): BRA Mário Ferro ARG Osvaldo Sumavil |

| 6 de agosto 11:00 Relatório Arquivado | Alison – Schmidt BRA | 2–0         | CAN Binstock – Schachter | Arena Copacabana, Rio de Janeiro Árbitro(s): RUS Roman Pristovakin CHN Wang Lijun |
| 6 de agosto 11:00 Relatório Arquivado | 21 22                | Set 1 Set 2 | 19 20                    | Arena Copacabana, Rio de Janeiro Árbitro(s): RUS Roman Pristovakin CHN Wang Lijun |

| 8 de agosto 15:30 Relatório Arquivado | Alison – Schmidt BRA | 1–2               | AUT Doppler – Horst | Arena Copacabana, Rio de Janeiro Árbitro(s): USA Daniel Apol THA Kritsada Panaseri |
| 8 de agosto 15:30 Relatório Arquivado | 21 13                | Set 1 Set 2 Set 3 | 23 16 15            | Arena Copacabana, Rio de Janeiro Árbitro(s): USA Daniel Apol THA Kritsada Panaseri |

| 8 de agosto 21:00 Relatório Arquivado | Carambula – Ranghieri ITA | 2–1               | CAN Binstock – Schachter | Arena Copacabana, Rio de Janeiro Árbitro(s): ARG Osvaldo Sumavil SUI Jonas Personeni |
| 8 de agosto 21:00 Relatório Arquivado | 21 14 15                  | Set 1 Set 2 Set 3 | 18 21 11                 | Arena Copacabana, Rio de Janeiro Árbitro(s): ARG Osvaldo Sumavil SUI Jonas Personeni |

| 10 de agosto 15:30 Relatório Arquivado | Alison – Schmidt BRA | 2–0         | ITA Carambula – Ranghieri | Arena Copacabana, Rio de Janeiro Árbitro(s): ESP José Padrón PUR Carlos Rivera |
| 10 de agosto 15:30 Relatório Arquivado | 21                   | Set 1 Set 2 | 19 16                     | Arena Copacabana, Rio de Janeiro Árbitro(s): ESP José Padrón PUR Carlos Rivera |

| 11 de agosto 00:20 Relatório Arquivado | Doppler – Horst AUT | 2–1               | CAN Binstock – Schachter | Arena Copacabana, Rio de Janeiro Árbitro(s): SUI Jonas Personeni RSA Giovanni Bake |
| 11 de agosto 00:20 Relatório Arquivado | 21 16 15            | Set 1 Set 2 Set 3 | 19 21 8                  | Arena Copacabana, Rio de Janeiro Árbitro(s): SUI Jonas Personeni RSA Giovanni Bake |

### Grupo B
|     |                          |     | Jogos | Jogos | Jogos | Pontos | Pontos | Pontos | Sets | Sets | Sets  |
| Pos | Equipe                   | Pts | T     | V     | D     | V      | P      | R      | V    | P    | R     |
| --- | ------------------------ | --- | ----- | ----- | ----- | ------ | ------ | ------ | ---- | ---- | ----- |
| 1   | NED Brouwer – Meeuwsen   | 6   | 3     | 3     | 0     | 6      | 1      | 6.000  | 138  | 121  | 1.140 |
| 2   | RUS Barsouk – Liamin     | 5   | 3     | 2     | 1     | 4      | 2      | 2.000  | 113  | 194  | 0.582 |
| 3   | POL Kantor – Łosiak      | 4   | 3     | 1     | 2     | 2      | 4      | 0.500  | 113  | 116  | 0.974 |
| 4   | GER Böckermann – Flüggen | 3   | 3     | 0     | 3     | 1      | 6      | 0.167  | 117  | 140  | 0.836 |

| 6 de agosto 17:30 Relatório Arquivado | Brouwer – Meeuwsen NED | 2–0         | RUS Barsouk – Liamin | Arena Copacabana, Rio de Janeiro Árbitro(s): COL Juan Saavedra USA Daniel Apol |
| 6 de agosto 17:30 Relatório Arquivado | 21                     | Set 1 Set 2 | 15 14                | Arena Copacabana, Rio de Janeiro Árbitro(s): COL Juan Saavedra USA Daniel Apol |

| 6 de agosto 21:00 Relatório Arquivado | Kantor – Łosiak POL | 2–0         | GER Böckermann – Flüggen | Arena Copacabana, Rio de Janeiro Árbitro(s): CAN Lucie Guillemette BRA Mário Ferro |
| 6 de agosto 21:00 Relatório Arquivado | 21 23               | Set 1 Set 2 | 11 21                    | Arena Copacabana, Rio de Janeiro Árbitro(s): CAN Lucie Guillemette BRA Mário Ferro |

| 8 de agosto 12:00 Relatório Arquivado | Kantor – Łosiak POL | 0–2         | RUS Barsouk – Liamin | Arena Copacabana, Rio de Janeiro Árbitro(s): BRA Mário Ferro SUI Jonas Personeni |
| 8 de agosto 12:00 Relatório Arquivado | 14 17               | Set 1 Set 2 | 21                   | Arena Copacabana, Rio de Janeiro Árbitro(s): BRA Mário Ferro SUI Jonas Personeni |

| 8 de agosto 18:30 Relatório Arquivado | Brouwer – Meeuwsen NED | 2–1               | GER Böckermann – Flüggen | Arena Copacabana, Rio de Janeiro Árbitro(s): ESP José Padrón BRA Elzir Oliveira |
| 8 de agosto 18:30 Relatório Arquivado | 21 17 16               | Set 1 Set 2 Set 3 | 19 21 14                 | Arena Copacabana, Rio de Janeiro Árbitro(s): ESP José Padrón BRA Elzir Oliveira |

| 10 de agosto 16:30 Relatório Arquivado | Brouwer – Meeuwsen NED | 2–0         | POL Kantor – Łosiak | Arena Copacabana, Rio de Janeiro Árbitro(s): USA Daniel Apol COL Juan Saavedra |
| 10 de agosto 16:30 Relatório Arquivado | 21                     | Set 1 Set 2 | 19                  | Arena Copacabana, Rio de Janeiro Árbitro(s): USA Daniel Apol COL Juan Saavedra |

| 10 de agosto 23:30 Relatório Arquivado | Böckermann – Flüggen GER | 0–2         | RUS Barsouk – Liamin | Arena Copacabana, Rio de Janeiro Árbitro(s): CHN Wang Lijun GRE Charalampos Papadogoulas |
| 10 de agosto 23:30 Relatório Arquivado | 14 17                    | Set 1 Set 2 | 21                   | Arena Copacabana, Rio de Janeiro Árbitro(s): CHN Wang Lijun GRE Charalampos Papadogoulas |

### Grupo C
|     |                         |     | Jogos | Jogos | Jogos | Pontos | Pontos | Pontos | Sets | Sets | Sets  |
| Pos | Equipe                  | Pts | T     | V     | D     | V      | P      | R      | V    | P    | R     |
| --- | ----------------------- | --- | ----- | ----- | ----- | ------ | ------ | ------ | ---- | ---- | ----- |
| 1   | USA Dalhausser – Lucena | 6   | 3     | 3     | 0     | 6      | 1      | 6.000  | 146  | 107  | 1.364 |
| 2   | MEX Ontiveros – Virgen  | 5   | 3     | 2     | 1     | 4      | 3      | 1.333  | 123  | 108  | 1.139 |
| 3   | ITA Lupo – Nicolai      | 4   | 3     | 1     | 2     | 4      | 4      | 1.000  | 144  | 142  | 1.014 |
| 4   | TUN Belhaj – Naceur     | 3   | 3     | 0     | 3     | 0      | 6      | 0.000  | 70   | 126  | 0.556 |

| 7 de agosto 12:05 Relatório Arquivado | Lupo – Nicolai ITA | 1–2               | MEX Ontiveros – Virgen | Arena Copacabana, Rio de Janeiro Árbitro(s): COL Juan Saavedra JPN Mariko Satomi |
| 7 de agosto 12:05 Relatório Arquivado | 21 14 11           | Set 1 Set 2 Set 3 | 14 21 15               | Arena Copacabana, Rio de Janeiro Árbitro(s): COL Juan Saavedra JPN Mariko Satomi |

| 7 de agosto 16:30 Relatório Arquivado | Dalhausser – Lucena USA | 2–0         | TUN Belhaj – Naceur | Arena Copacabana, Rio de Janeiro Árbitro(s): CHN Wang Lijun SUI Jonas Personeni |
| 7 de agosto 16:30 Relatório Arquivado | 21                      | Set 1 Set 2 | 7 13                | Arena Copacabana, Rio de Janeiro Árbitro(s): CHN Wang Lijun SUI Jonas Personeni |

| 9 de agosto 11:15 Relatório Arquivado | Dalhausser – Lucena USA | 2–0         | MEX Ontiveros – Virgen | Arena Copacabana, Rio de Janeiro Árbitro(s): COL Juan Saavedra BRA Elzir Oliveira |
| 9 de agosto 11:15 Relatório Arquivado | 21                      | Set 1 Set 2 | 14 17                  | Arena Copacabana, Rio de Janeiro Árbitro(s): COL Juan Saavedra BRA Elzir Oliveira |

| 9 de agosto 22:00 Relatório Arquivado | Lupo – Nicolai ITA | 2–0         | TUN Belhaj – Naceur | Arena Copacabana, Rio de Janeiro Árbitro(s): JPN Mariko Satomi COL Juan Saavedra |
| 9 de agosto 22:00 Relatório Arquivado | 21                 | Set 1 Set 2 | 17 13               | Arena Copacabana, Rio de Janeiro Árbitro(s): JPN Mariko Satomi COL Juan Saavedra |

| 11 de agosto 16:45 Relatório Arquivado | Dalhausser – Lucena USA | 2–1               | ITA Lupo – Nicolai | Arena Copacabana, Rio de Janeiro Árbitro(s): BRA Mário Ferro ARG Osvaldo Sumavil |
| 11 de agosto 16:45 Relatório Arquivado | 21 17 24                | Set 1 Set 2 Set 3 | 13 21 22           | Arena Copacabana, Rio de Janeiro Árbitro(s): BRA Mário Ferro ARG Osvaldo Sumavil |

| 11 de agosto 16:30 Relatório Arquivado | Ontiveros – Virgen MEX | 2–0         | TUN Belhaj – Naceur | Arena Copacabana, Rio de Janeiro Árbitro(s): RSA Giovanni Bake GRE Charalampos Papadogoulas |
| 11 de agosto 16:30 Relatório Arquivado | 21                     | Set 1 Set 2 | 10                  | Arena Copacabana, Rio de Janeiro Árbitro(s): RSA Giovanni Bake GRE Charalampos Papadogoulas |

### Grupo D
|     |                         |     | Jogos | Jogos | Jogos | Pontos | Pontos | Pontos | Sets | Sets | Sets  |
| Pos | Equipe                  | Pts | T     | V     | D     | V      | P      | R      | V    | P    | R     |
| --- | ----------------------- | --- | ----- | ----- | ----- | ------ | ------ | ------ | ---- | ---- | ----- |
| 1   | CUB Díaz – González     | 6   | 3     | 3     | 0     | 6      | 2      | 3.000  | 159  | 142  | 1.120 |
| 2   | BRA Evandro – Solberg   | 4   | 3     | 1     | 2     | 4      | 5      | 0.800  | 157  | 159  | 0.987 |
| 3   | CAN Saxton – Schalk     | 4   | 3     | 1     | 2     | 3      | 5      | 0.600  | 138  | 149  | 0.926 |
| 4   | LAT Samoilovs – Šmēdiņš | 4   | 3     | 1     | 2     | 4      | 5      | 0.800  | 150  | 164  | 0.915 |

| 7 de agosto 17:30 Relatório Arquivado | Evandro – Solberg BRA | 1–2               | CUB Díaz – González | Arena Copacabana, Rio de Janeiro Árbitro(s): GRE Charalampos Papadogoulas ARG Osvaldo Sumavil |
| 7 de agosto 17:30 Relatório Arquivado | 22 23 13              | Set 1 Set 2 Set 3 | 24 21 15            | Arena Copacabana, Rio de Janeiro Árbitro(s): GRE Charalampos Papadogoulas ARG Osvaldo Sumavil |

| 9 de agosto 00:10 Relatório Arquivado | Samoilovs – Šmēdiņš LAT | 2–1               | CAN Saxton – Schalk | Arena Copacabana, Rio de Janeiro Árbitro(s): BRA Elzir Oliveira USA Daniel Apol |
| 9 de agosto 00:10 Relatório Arquivado | 21 18 15                | Set 1 Set 2 Set 3 | 17 21 13            | Arena Copacabana, Rio de Janeiro Árbitro(s): BRA Elzir Oliveira USA Daniel Apol |

| 9 de agosto 10:00 Relatório Arquivado | Evandro – Solberg BRA | 1–2               | CAN Saxton – Schalk | Arena Copacabana, Rio de Janeiro Árbitro(s): USA Daniel Apol JPN Mariko Satomi |
| 9 de agosto 10:00 Relatório Arquivado | 21 18 14              | Set 1 Set 2 Set 3 | 17 21 16            | Arena Copacabana, Rio de Janeiro Árbitro(s): USA Daniel Apol JPN Mariko Satomi |

| 9 de agosto 15:30 Relatório Arquivado | Samoilovs – Šmēdiņš LAT | 1–2               | CUB Díaz – González | Arena Copacabana, Rio de Janeiro Árbitro(s): RUS Roman Pristovakin SUI Jonas Personeni |
| 9 de agosto 15:30 Relatório Arquivado | 21 9                    | Set 1 Set 2 Set 3 | 23 19 15            | Arena Copacabana, Rio de Janeiro Árbitro(s): RUS Roman Pristovakin SUI Jonas Personeni |

| 11 de agosto 11:00 Relatório Arquivado | Saxton – Schalk CAN | 0–2         | CUB Díaz – González | Arena Copacabana, Rio de Janeiro Árbitro(s): ITA Davide Crescentini BRA Elzir Oliveira |
| 11 de agosto 11:00 Relatório Arquivado | 15 18               | Set 1 Set 2 | 21                  | Arena Copacabana, Rio de Janeiro Árbitro(s): ITA Davide Crescentini BRA Elzir Oliveira |

| 11 de agosto 18:00 Relatório Arquivado | Evandro – Solberg BRA | 2–1               | LAT Samoilovs – Šmēdiņš | Arena Copacabana, Rio de Janeiro Árbitro(s): SUI Jonas Personeni CHN Wang Lijun |
| 11 de agosto 18:00 Relatório Arquivado | 21 20 15              | Set 1 Set 2 Set 3 | 16 22 7                 | Arena Copacabana, Rio de Janeiro Árbitro(s): SUI Jonas Personeni CHN Wang Lijun |

### Grupo E
|     |                             |     | Jogos | Jogos | Jogos | Pontos | Pontos | Pontos | Sets | Sets | Sets  |
| Pos | Equipe                      | Pts | T     | V     | D     | V      | P      | R      | V    | P    | R     |
| --- | --------------------------- | --- | ----- | ----- | ----- | ------ | ------ | ------ | ---- | ---- | ----- |
| 1   | RUS Krasilnikov – Semenov   | 6   | 3     | 3     | 0     | 6      | 1      | 6.000  | 134  | 103  | 1.301 |
| 2   | NED Nummerdor – Varenhorst  | 5   | 3     | 2     | 1     | 5      | 3      | 1.667  | 142  | 126  | 1.127 |
| 3   | POL Fijałek – Prudel        | 4   | 3     | 1     | 2     | 3      | 5      | 0.600  | 126  | 140  | 0.900 |
| 4   | CHI E. Grimalt – M. Grimalt | 3   | 3     | 0     | 3     | 1      | 6      | 0.167  | 103  | 136  | 0.757 |

| 7 de agosto 13:10 Relatório Arquivado | Nummerdor – Varenhorst NED | 2–0         | CHI E. Grimalt – M. Grimalt | Arena Copacabana, Rio de Janeiro Árbitro(s): BRA Elzir Oliveira THA Kritsada Panaseri |
| 7 de agosto 13:10 Relatório Arquivado | 21                         | Set 1 Set 2 | 16 13                       | Arena Copacabana, Rio de Janeiro Árbitro(s): BRA Elzir Oliveira THA Kritsada Panaseri |

| 7 de agosto 23:15 Relatório Arquivado | Krasilnikov – Semenov RUS | 2–0         | POL Fijałek – Prudel | Arena Copacabana, Rio de Janeiro Árbitro(s): ITA Davide Crescentini JPN Mariko Satomi |
| 7 de agosto 23:15 Relatório Arquivado | 21                        | Set 1 Set 2 | 14 13                | Arena Copacabana, Rio de Janeiro Árbitro(s): ITA Davide Crescentini JPN Mariko Satomi |

| 9 de agosto 17:30 Relatório Arquivado | Nummerdor – Varenhorst NED | 2–1               | POL Fijałek – Prudel | Arena Copacabana, Rio de Janeiro Árbitro(s): SUI Jonas Personeni RSA Giovanni Bake |
| 9 de agosto 17:30 Relatório Arquivado | 21 19 15                   | Set 1 Set 2 Set 3 | 17 21 9              | Arena Copacabana, Rio de Janeiro Árbitro(s): SUI Jonas Personeni RSA Giovanni Bake |

| 9 de agosto 23:00 Relatório Arquivado | Krasilnikov – Semenov RUS | 2–0         | CHI E. Grimalt – M. Grimalt | Arena Copacabana, Rio de Janeiro Árbitro(s): ESP José Padrón PUR Carlos Rivera |
| 9 de agosto 23:00 Relatório Arquivado | 21                        | Set 1 Set 2 | 17 14                       | Arena Copacabana, Rio de Janeiro Árbitro(s): ESP José Padrón PUR Carlos Rivera |

| 11 de agosto 12:00 Relatório Arquivado | Fijałek – Prudel POL | 2–1               | CHI E. Grimalt – M. Grimalt | Arena Copacabana, Rio de Janeiro Árbitro(s): COL Juan Saavedra ESP José Padrón |
| 11 de agosto 12:00 Relatório Arquivado | 21 16 15             | Set 1 Set 2 Set 3 | 13 21 11                    | Arena Copacabana, Rio de Janeiro Árbitro(s): COL Juan Saavedra ESP José Padrón |

| 11 de agosto 13:05 Relatório Arquivado | Nummerdor – Varenhorst NED | 1–2               | RUS Krasilnikov – Semenov | Arena Copacabana, Rio de Janeiro Árbitro(s): USA Daniel Apol THA Kritsada Panaseri |
| 11 de agosto 13:05 Relatório Arquivado | 15 21 9                    | Set 1 Set 2 Set 3 | 21 14 15                  | Arena Copacabana, Rio de Janeiro Árbitro(s): USA Daniel Apol THA Kritsada Panaseri |

### Grupo F
|     |                        |     | Jogos | Jogos | Jogos | Pontos | Pontos | Pontos | Sets | Sets | Sets  |
| Pos | Equipe                 | Pts | T     | V     | D     | V      | P      | R      | V    | P    | R     |
| --- | ---------------------- | --- | ----- | ----- | ----- | ------ | ------ | ------ | ---- | ---- | ----- |
| 1   | ESP Gavira – Herrera   | 5   | 3     | 2     | 1     | 5      | 4      | 1.250  | 153  | 147  | 1.041 |
| 2   | QAT Cherif – Jefferson | 5   | 3     | 2     | 1     | 4      | 4      | 1.000  | 135  | 145  | 0.931 |
| 3   | AUT Huber – Seidl      | 4   | 3     | 1     | 2     | 4      | 4      | 1.000  | 145  | 140  | 1.036 |
| 4   | USA Gibb – Patterson   | 4   | 3     | 1     | 2     | 3      | 4      | 0.750  | 125  | 126  | 0.992 |

| 6 de agosto 16:40 Relatório Arquivado | Gibb – Patterson USA | 2–0         | QAT Cherif – Jefferson | Arena Copacabana, Rio de Janeiro Árbitro(s): ITA Davide Crescentini THA Kritsada Panaseri |
| 6 de agosto 16:40 Relatório Arquivado | 21                   | Set 1 Set 2 | 16                     | Arena Copacabana, Rio de Janeiro Árbitro(s): ITA Davide Crescentini THA Kritsada Panaseri |

| 6 de agosto 22:00 Relatório Arquivado | Gavira – Herrera ESP | 2–1               | AUT Huber – Seidl | Arena Copacabana, Rio de Janeiro Árbitro(s): SUI Jonas Personeni RUS Roman Pristovakin |
| 6 de agosto 22:00 Relatório Arquivado | 14 21 15             | Set 1 Set 2 Set 3 | 21 17 13          | Arena Copacabana, Rio de Janeiro Árbitro(s): SUI Jonas Personeni RUS Roman Pristovakin |

| 8 de agosto 13:00 Relatório Arquivado | Gavira – Herrera ESP | 1–2               | QAT Cherif – Jefferson | Arena Copacabana, Rio de Janeiro Árbitro(s): RUS Roman Pristovakin CAN Lucie Guillemette |
| 8 de agosto 13:00 Relatório Arquivado | 21 18 12             | Set 1 Set 2 Set 3 | 13 21 15               | Arena Copacabana, Rio de Janeiro Árbitro(s): RUS Roman Pristovakin CAN Lucie Guillemette |

| 8 de agosto 16:45 Relatório Arquivado | Gibb – Patterson USA | 0–2         | AUT Huber – Seidl | Arena Copacabana, Rio de Janeiro Árbitro(s): BRA Elzir Oliveira ESP José Padrón |
| 8 de agosto 16:45 Relatório Arquivado | 18                   | Set 1 Set 2 | 21                | Arena Copacabana, Rio de Janeiro Árbitro(s): BRA Elzir Oliveira ESP José Padrón |

| 10 de agosto 11:15 Relatório Arquivado | Gibb – Patterson USA | 1–2               | ESP Gavira – Herrera | Arena Copacabana, Rio de Janeiro Árbitro(s): GRE Charalampos Papadogoulas SUI Jonas Personeni |
| 10 de agosto 11:15 Relatório Arquivado | 19 21 7              | Set 1 Set 2 Set 3 | 21 16 15             | Arena Copacabana, Rio de Janeiro Árbitro(s): GRE Charalampos Papadogoulas SUI Jonas Personeni |

| 10 de agosto 12:25 Relatório Arquivado | Huber – Seidl AUT | 1–2               | QAT Cherif – Jefferson | Arena Copacabana, Rio de Janeiro Árbitro(s): CHN Wang Lijun RSA Giovanni Bake |
| 10 de agosto 12:25 Relatório Arquivado | 21 19 12          | Set 1 Set 2 Set 3 | 18 21 15               | Arena Copacabana, Rio de Janeiro Árbitro(s): CHN Wang Lijun RSA Giovanni Bake |

### Play-offs
Das seis duplas que finalizaram a fase de grupos em terceiro lugar, duas se classificaram diretamente as oitavas de final. As quatro restantes disputaram essa fase a fim de determinar as outras duas duplas classificadas.
|     |                      |     | Jogos | Jogos | Jogos | Pontos | Pontos | Pontos | Sets | Sets | Sets  |
| Pos | Equipe               | Pts | T     | V     | D     | V      | P      | R      | V    | P    | R     |
| --- | -------------------- | --- | ----- | ----- | ----- | ------ | ------ | ------ | ---- | ---- | ----- |
| 1   | AUT Doppler – Horst  | 5   | 3     | 2     | 1     | 5      | 2      | 2.500  | 133  | 145  | 0.917 |
| 2   | AUT Huber – Seidl    | 3   | 2     | 1     | 1     | 4      | 4      | 1.000  | 145  | 140  | 1.036 |
| 3   | ITA Lupo – Nicolai   | 4   | 3     | 1     | 2     | 4      | 4      | 1.000  | 144  | 142  | 1.014 |
| 4   | CAN Saxton – Schalk  | 4   | 3     | 1     | 2     | 3      | 5      | 0.600  | 138  | 149  | 0.926 |
| 5   | POL Fijałek – Prudel | 4   | 3     | 1     | 2     | 3      | 5      | 0.600  | 126  | 140  | 0.900 |
| 6   | POL Kantor – Łosiak  | 4   | 3     | 1     | 2     | 2      | 4      | 0.500  | 113  | 116  | 0.974 |

| 11 de agosto 23:00 Relatório Arquivado | Lupo – Nicolai ITA | 2–1               | POL Kantor – Łosiak | Arena Copacabana, Rio de Janeiro Árbitro(s): GRE Charalampos Papadogoulas CHN Wang Lijun |
| 11 de agosto 23:00 Relatório Arquivado | 21 15              | Set 1 Set 2 Set 3 | 12 21 13            | Arena Copacabana, Rio de Janeiro Árbitro(s): GRE Charalampos Papadogoulas CHN Wang Lijun |

| 11 de agosto 23:00 Relatório Arquivado | Saxton – Schalk CAN | 2–0         | POL Fijałek – Prudel | Arena Copacabana, Rio de Janeiro Árbitro(s): COL Juan Saavedra ITA Davide Crescentini |
| 11 de agosto 23:00 Relatório Arquivado | 21                  | Set 1 Set 2 | 19 18                | Arena Copacabana, Rio de Janeiro Árbitro(s): COL Juan Saavedra ITA Davide Crescentini |

## Fase final
Na segunda e derradeira fase, as duplas defrontaram-se em formato a eliminar. Quem chegou à disputa das medalhas disputou mais quatro encontros.
|  | Oitavas de final           | Oitavas de final           |                           |   | Quartas de final          | Quartas de final    |              |              | Semifinais | Semifinais |  |  | Final | Final |
|  |                            |                            |                           |   |                           |                     |              |              |            |            |  |  |       |       |
|  | 12 de agosto               |                            |                           |   |                           |                     |              |              |            |            |  |  |       |       |
|  |                            |                            |                           |   |                           |                     |              |              |            |            |  |  |       |       |
|  | ITA Carambula – Ranghieri  | 0                          |                           |   |                           |                     |              |              |            |            |  |  |       |       |
|  | ITA Carambula – Ranghieri  | 0                          | 15 de agosto              |   |                           |                     |              |              |            |            |  |  |       |       |
|  | ITA Lupo – Nicolai         | 2                          |                           |   |                           |                     |              |              |            |            |  |  |       |       |
|  | ITA Lupo – Nicolai         | 2                          | ITA Lupo – Nicolai        | 2 |                           |                     |              |              |            |            |  |  |       |       |
|  | 12 de agosto               |                            | ITA Lupo – Nicolai        | 2 |                           |                     |              |              |            |            |  |  |       |       |
|  |                            | RUS Barsuk – Liamin        | 1                         |   |                           |                     |              |              |            |            |  |  |       |       |
|  | BRA Evandro – Solberg      | RUS Barsuk – Liamin        | 1                         | 1 |                           |                     |              |              |            |            |  |  |       |       |
|  | BRA Evandro – Solberg      |                            | 16 de agosto              | 1 |                           |                     |              |              |            |            |  |  |       |       |
|  | RUS Barsuk – Liamin        | 2                          |                           |   |                           |                     |              |              |            |            |  |  |       |       |
|  | RUS Barsuk – Liamin        | 2                          | ITA Lupo – Nicolai        | 2 |                           |                     |              |              |            |            |  |  |       |       |
|  | 12 de agosto               |                            | ITA Lupo – Nicolai        | 2 |                           |                     |              |              |            |            |  |  |       |       |
|  |                            | RUS Krasilnikov – Semenov  | 1                         |   |                           |                     |              |              |            |            |  |  |       |       |
|  | RUS Krasilnikov – Semenov  | RUS Krasilnikov – Semenov  | 1                         | 2 |                           |                     |              |              |            |            |  |  |       |       |
|  | RUS Krasilnikov – Semenov  | 15 de agosto               |                           | 2 |                           |                     |              |              |            |            |  |  |       |       |
|  | QAT Cherif – Jefferson     | 0                          |                           |   |                           |                     |              |              |            |            |  |  |       |       |
|  | QAT Cherif – Jefferson     | 0                          | RUS Krasilnikov – Semenov | 2 |                           |                     |              |              |            |            |  |  |       |       |
|  | 12 de agosto               |                            | RUS Krasilnikov – Semenov | 2 |                           |                     |              |              |            |            |  |  |       |       |
|  |                            | CUB Díaz – González        | 1                         |   |                           |                     |              |              |            |            |  |  |       |       |
|  | AUT Doppler – Horst        | CUB Díaz – González        | 1                         | 0 |                           |                     |              |              |            |            |  |  |       |       |
|  | AUT Doppler – Horst        |                            | 18 de agosto              | 0 |                           |                     |              |              |            |            |  |  |       |       |
|  | CUB Díaz – González        | 2                          |                           |   |                           |                     |              |              |            |            |  |  |       |       |
|  | CUB Díaz – González        | 2                          | ITA Lupo – Nicolai        | 0 |                           |                     |              |              |            |            |  |  |       |       |
|  | 13 de agosto               |                            | ITA Lupo – Nicolai        | 0 |                           |                     |              |              |            |            |  |  |       |       |
|  |                            | BRA Alison – Schmidt       | 2                         |   |                           |                     |              |              |            |            |  |  |       |       |
|  | USA Dalhausser – Lucena    | BRA Alison – Schmidt       | 2                         | 0 |                           |                     |              |              |            |            |  |  |       |       |
|  | USA Dalhausser – Lucena    | 15 de agosto               |                           | 0 |                           |                     |              |              |            |            |  |  |       |       |
|  | AUT Huber – Seidl          | 2                          |                           |   |                           |                     |              |              |            |            |  |  |       |       |
|  | AUT Huber – Seidl          | 2                          | USA Dalhausser – Lucena   | 1 |                           |                     |              |              |            |            |  |  |       |       |
|  | 13 de agosto               |                            | USA Dalhausser – Lucena   | 1 |                           |                     |              |              |            |            |  |  |       |       |
|  |                            | BRA Alison – Schmidt       | 2                         |   |                           |                     |              |              |            |            |  |  |       |       |
|  | BRA Alison – Schmidt       | BRA Alison – Schmidt       | 2                         | 2 |                           |                     |              |              |            |            |  |  |       |       |
|  | BRA Alison – Schmidt       |                            | 16 de agosto              | 2 |                           |                     |              |              |            |            |  |  |       |       |
|  | ESP Gavira – Herrera       | 0                          |                           |   |                           |                     |              |              |            |            |  |  |       |       |
|  | ESP Gavira – Herrera       | 0                          | BRA Alison– Schmidt       | 2 |                           |                     |              |              |            |            |  |  |       |       |
|  | 13 de agosto               |                            | BRA Alison– Schmidt       | 2 |                           |                     |              |              |            |            |  |  |       |       |
|  |                            | NED Brouwer – Meeuwsen     | 1                         |   | Disputa pelo bronze       | Disputa pelo bronze |              |              |            |            |  |  |       |       |
|  | MEX Ontiveros – Virgen     | NED Brouwer – Meeuwsen     | 1                         | 0 | Disputa pelo bronze       | Disputa pelo bronze |              |              |            |            |  |  |       |       |
|  | MEX Ontiveros – Virgen     | 15 de agosto               | 15 de agosto              | 0 |                           |                     | 18 de agosto | 18 de agosto |            |            |  |  |       |       |
|  | NED Nummerdor – Varenhorst | 15 de agosto               | 15 de agosto              | 2 |                           |                     | 18 de agosto | 18 de agosto |            |            |  |  |       |       |
|  | NED Nummerdor – Varenhorst | NED Nummerdor – Varenhorst | 0                         | 2 | RUS Krasilnikov – Semenov | 0                   |              |              |            |            |  |  |       |       |
|  | 13 de agosto               | NED Nummerdor – Varenhorst | 0                         |   | RUS Krasilnikov – Semenov | 0                   |              |              |            |            |  |  |       |       |
|  |                            | NED Brouwer – Meeuwsen     | 2                         |   | NED Brouwer – Meeuwsen    | 2                   |              |              |            |            |  |  |       |       |
|  | CAN Saxton – Schalk        | NED Brouwer – Meeuwsen     | 2                         | 0 | NED Brouwer – Meeuwsen    | 2                   |              |              |            |            |  |  |       |       |
|  | CAN Saxton – Schalk        |                            |                           | 0 |                           |                     |              |              |            |            |  |  |       |       |
|  | NED Brouwer – Meeuwsen     | 2                          |                           |   |                           |                     |              |              |            |            |  |  |       |       |
|  | NED Brouwer – Meeuwsen     | 2                          |                           |   |                           |                     |              |              |            |            |  |  |       |       |

### Oitavas de final
| 12 de agosto 12:00 Relatório Arquivado | Krasilnikov – Semenov RUS | 2–0         | QAT Cherif – Jefferson | Arena Copacabana, Rio de Janeiro Árbitro(s): CHN Wang Lijun GRE Charalampos Papadogoulas |
| 12 de agosto 12:00 Relatório Arquivado | 21                        | Set 1 Set 2 | 13                     | Arena Copacabana, Rio de Janeiro Árbitro(s): CHN Wang Lijun GRE Charalampos Papadogoulas |

| 12 de agosto 15:00 Relatório Arquivado | Doppler – Horst AUT | 0–2         | CUB Díaz – González | Arena Copacabana, Rio de Janeiro Árbitro(s): USA Daniel Apol SUI Jonas Personeni |
| 12 de agosto 15:00 Relatório Arquivado | 17 14               | Set 1 Set 2 | 21                  | Arena Copacabana, Rio de Janeiro Árbitro(s): USA Daniel Apol SUI Jonas Personeni |

| 12 de agosto 20:00 Relatório Arquivado | Ontiveros – Virgen MEX | 0–2         | NED Nummerdor – Varenhorst | Arena Copacabana, Rio de Janeiro Árbitro(s): RUS Roman Pristovakin ESP José Padrón |
| 12 de agosto 20:00 Relatório Arquivado | 18 15                  | Set 1 Set 2 | 21                         | Arena Copacabana, Rio de Janeiro Árbitro(s): RUS Roman Pristovakin ESP José Padrón |

| 12 de agosto 23:00 Relatório Arquivado | Carambula – Ranghieri ITA | 0–2         | ITA Lupo – Nicolai | Arena Copacabana, Rio de Janeiro Árbitro(s): BRA Mário Ferro COL Juan Saavedra |
| 12 de agosto 23:00 Relatório Arquivado | 12 21                     | Set 1 Set 2 | 21 23              | Arena Copacabana, Rio de Janeiro Árbitro(s): BRA Mário Ferro COL Juan Saavedra |

| 13 de agosto 11:00 Relatório Arquivado | Alison – Schmidt BRA | 2–0         | ESP Gavira – Herrera | Arena Copacabana, Rio de Janeiro Árbitro(s): GRE Charalampos Papadogoulas CHN Wang Lijun |
| 13 de agosto 11:00 Relatório Arquivado | 24 21                | Set 1 Set 2 | 22 13                | Arena Copacabana, Rio de Janeiro Árbitro(s): GRE Charalampos Papadogoulas CHN Wang Lijun |

| 13 de agosto 16:00 Relatório Arquivado | Evandro – Solberg BRA | 1–2               | RUS Barsouk – Liamin | Arena Copacabana, Rio de Janeiro Árbitro(s): COL Juan Saavedra RUS Roman Pristovakin |
| 13 de agosto 16:00 Relatório Arquivado | 21 14 10              | Set 1 Set 2 Set 3 | 16 21 15             | Arena Copacabana, Rio de Janeiro Árbitro(s): COL Juan Saavedra RUS Roman Pristovakin |

| 13 de agosto 19:00 Relatório Arquivado | Saxton – Schalk CAN | 0–2         | NED Brouwer – Meeuwsen | Arena Copacabana, Rio de Janeiro Árbitro(s): SUI Jonas Personeni ITA Davide Crescentini |
| 13 de agosto 19:00 Relatório Arquivado | 12 15               | Set 1 Set 2 | 21                     | Arena Copacabana, Rio de Janeiro Árbitro(s): SUI Jonas Personeni ITA Davide Crescentini |

| 14 de agosto 00:00 Relatório Arquivado | Dalhausser – Lucena USA | 2–0         | AUT Huber – Seidl | Arena Copacabana, Rio de Janeiro Árbitro(s): ESP José Padrón THA Kritsada Panaseri |
| 14 de agosto 00:00 Relatório Arquivado | 21                      | Set 1 Set 2 | 14 15             | Arena Copacabana, Rio de Janeiro Árbitro(s): ESP José Padrón THA Kritsada Panaseri |

### Quartas de final
| 15 de agosto 16:00 Relatório Arquivado | Dalhausser – Lucena USA | 1–2               | BRA Alison – Schmidt | Arena Copacabana, Rio de Janeiro Árbitro(s): SUI Jonas Personeni COL Juan Saavedra |
| 15 de agosto 16:00 Relatório Arquivado | 14 21 9                 | Set 1 Set 2 Set 3 | 21 12 15             | Arena Copacabana, Rio de Janeiro Árbitro(s): SUI Jonas Personeni COL Juan Saavedra |

| 15 de agosto 17:05 Relatório Arquivado | Nummerdor – Varenhorst NED | 0–2         | NED Brouwer – Meeuwsen | Arena Copacabana, Rio de Janeiro Árbitro(s): ESP José Padrón RUS Roman Pristovakin |
| 15 de agosto 17:05 Relatório Arquivado | 23 17                      | Set 1 Set 2 | 25 21                  | Arena Copacabana, Rio de Janeiro Árbitro(s): ESP José Padrón RUS Roman Pristovakin |

| 15 de agosto 23:00 Relatório Arquivado | Lupo – Nicolai ITA | 2–1               | RUS Barsouk – Liamin | Arena Copacabana, Rio de Janeiro Árbitro(s): USA Daniel Apol BRA Elzir Oliveira |
| 15 de agosto 23:00 Relatório Arquivado | 21 20 15           | Set 1 Set 2 Set 3 | 18 22 11             | Arena Copacabana, Rio de Janeiro Árbitro(s): USA Daniel Apol BRA Elzir Oliveira |

| 16 de agosto 00:00 Relatório Arquivado | Krasilnikov – Semenov RUS | 2–1               | CUB Díaz – González | Arena Copacabana, Rio de Janeiro Árbitro(s): GRE Charalampos Papadogoulas BRA Mário Ferro |
| 16 de agosto 00:00 Relatório Arquivado | 22 18                     | Set 1 Set 2 Set 3 | 20 24 16            | Arena Copacabana, Rio de Janeiro Árbitro(s): GRE Charalampos Papadogoulas BRA Mário Ferro |

### Semifinais
| 16 de agosto 17:00 Relatório Arquivado | Alison – Schmidt BRA | 2–1               | NED Brouwer – Meeuwsen | Arena Copacabana, Rio de Janeiro Árbitro(s): GRE Charalampos Papadogoulas RUS Roman Pristovakin |
| 16 de agosto 17:00 Relatório Arquivado | 21 16                | Set 1 Set 2 Set 3 | 17 23 14               | Arena Copacabana, Rio de Janeiro Árbitro(s): GRE Charalampos Papadogoulas RUS Roman Pristovakin |

| 16 de agosto 23:00 Relatório Arquivado | Lupo – Nicolai ITA | 2–1               | RUS Krasilnikov – Semenov | Arena Copacabana, Rio de Janeiro Árbitro(s): BRA Mário Ferro BRA Elzir Oliveira |
| 16 de agosto 23:00 Relatório Arquivado | 15 21 15           | Set 1 Set 2 Set 3 | 21 16 13                  | Arena Copacabana, Rio de Janeiro Árbitro(s): BRA Mário Ferro BRA Elzir Oliveira |

### Disputa pelo bronze
| 18 de agosto 22:00 Relatório Arquivado | Krasilnikov – Semenov RUS | 0–2         | NED Brouwer – Meeuwsen | Arena Copacabana, Rio de Janeiro Árbitro(s): BRA Elzir Oliveira ITA Davide Crescentini |
| 18 de agosto 22:00 Relatório Arquivado | 21 20                     | Set 1 Set 2 | 23 22                  | Arena Copacabana, Rio de Janeiro Árbitro(s): BRA Elzir Oliveira ITA Davide Crescentini |

### Final
| 19 de agosto 00:00 Relatório Arquivado | Lupo – Nicolai ITA | 0–2         | BRA Alison – Schmidt | Arena Copacabana, Rio de Janeiro Árbitro(s): SUI Jonas Personeni USA Daniel Apol |
| 19 de agosto 00:00 Relatório Arquivado | 19 17              | Set 1 Set 2 | 21                   | Arena Copacabana, Rio de Janeiro Árbitro(s): SUI Jonas Personeni USA Daniel Apol |

## Classificação final

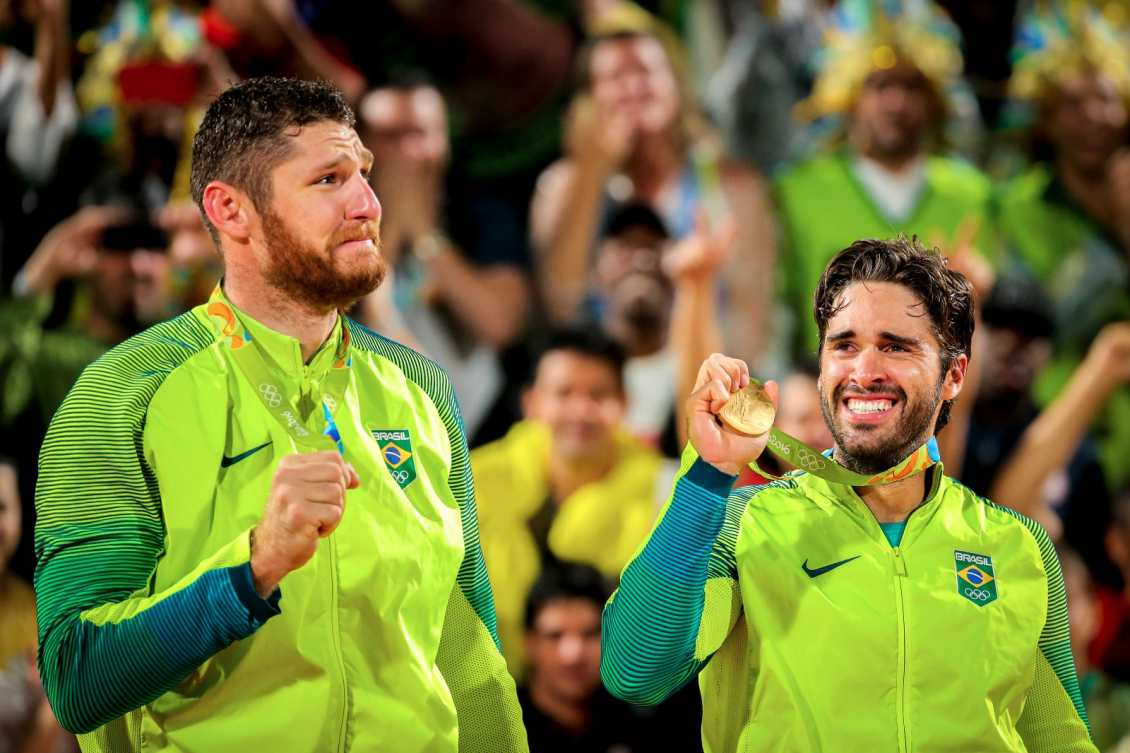
Alison Cerutti e Bruno Schmidt conquistaram a medalha de ouro para o Brasil.

Esta foi a classificação final oficial.
| Pos.              | Dupla                       | Cabeça de chave |
| ----------------- | --------------------------- | --------------- |
| Medalha de ouro   | BRA Alison – Schmidt        | 1               |
| Medalha de prata  | ITA Lupo – Nicolai          | 12              |
| Medalha de bronze | NED Brouwer – Meeuwsen      | 5               |
| 4                 | RUS Krasilnikov – Semenov   | 22              |
| 5                 | USA Dalhausser – Lucena     | 3               |
| 5                 | NED Nummerdor – Varenhorst  | 5               |
| 5                 | RUS Barsouk – Liamin        | 9               |
| 5                 | CUB Díaz – González         | 24              |
| 9                 | BRA Evandro – Solberg       | 4               |
| 9                 | ESP Gavira – Herrera        | 7               |
| 9                 | ITA Carambula – Ranghieri   | 12              |
| 9                 | AUT Doppler – Horst         | 13              |
| 9                 | MEX Ontiveros – Virgen      | 15              |
| 9                 | CAN Saxton – Schalk         | 16              |
| 9                 | AUT Huber – Seidl           | 18              |
| 9                 | QAT Cherif – Jefferson      | 19              |
| 17                | POL Kantor – Łosiak         | 11              |
| 17                | POL Fijałek – Prudel        | 16              |
| 19                | USA Gibb – Patterson        | 6               |
| 19                | LAT Samoilovs – Šmēdiņš     | 9               |
| 19                | GER Böckermann – Flüggen    | 14              |
| 19                | CHI E. Grimalt – M. Grimalt | 20              |
| 19                | TUN Belhaj – Naceur         | 22              |
| 19                | CAN Binstock – Schachter    | 24              |